# Inge-Marie Nielsen
Inge-Marie Larsen Nielsen er en dansk sangerinde og komponist i folkemusikorkestret Dræsinebanden. Inge-Marie Nielsen var gift med orkestrets anden frontfigur Andreas P. Nielsen.
Inge-Marie har siden ungdommen været aktiv sangerinde, og har tidligere sunget pop i flere forskellige danseorkestre, indtil hun i 1988 startede Dræsinebanden sammen med sin mand, Andreas P. Nielsen. Udover sit virke i Dræsinebanden, har Inge-Marie sunget til flere store, danske boksestævner.
Ægteparret Inge-Marie og Andreas P. Nielsen drev sammen en musik- og kulturcafé – Café Dræsinen – på Ærø, hvorfra hun selv stammer. Cafeen afholder hver sommer en stribe koncerter med kendte, folkelige kunstnere.